# Wendy Christensen
Wendy Christensen é uma personagem fictícia da franquia Final Destination. A personagem, que foi criada por James Wong e Glen Morgan, e interpretada por Mary Elizabeth Winstead, é a protagonista de Final Destination 3. Fora dos filmes, a personagem também aparece na romantização de Final Destination 3.
No filme, Wendy é retratada como uma estudante de ensino médio da cidade fictícia de McKinley, na Pensilvânia, e é uma dos sobreviventes do acidente da montanha-russa Devil's Flight. A personagem é retratada no filme como uma "maníaca por controle" emocional que fica cada vez mais angustiada ao longo do filme, pois não consegue salvar a vida das pessoas ao seu redor. Embora seu destino no final do filme permaneça ambíguo, fica implícito que ela é a décima e última sobrevivente a morrer. Além disso, em 2011, o produtor da franquia, Craig Perry, disse que acredita que Wendy e sua irmã Julie estão, de fato, mortas.
Tanto a personagem quanto a performance de Winstead foram recebidas positivamente por críticos, sendo frequentemente apontadas como um dos destaques do filme, até por seus detratores. O destino da personagem, dado o final misterioso do filme, também atraiu discussões.

## Aparições

### Final Destination 3
Wendy vive em McKinley, Pensilvânia, com sua irmã Julie. Ela aparenta ser uma maníaca por controle. Ela está namorando Jason Wise, e é amiga de Kevin Fischer e Carrie Dreyer. Ela é a fotógrafa do anuário da escola. Wendy e seus amigos comemoram no parque de diversões a viagem de campo do último ano. No início do filme, Wendy admite que não se importa com Kevin, mas, com o decorrer do filme, ela lentamente começa a ter um relacionamento com ele.
Antes de embarcar em uma montanha-russa conhecida como "Devil's Flight", Wendy começa a ter a sensação de "não ter controle". Pouco depois de se sentar na montanha-russa, ela tem a premonição de que a montanha-russa vai descarrilar e matar brutalmente a ela e a todos os outros passageiros. Ela entra em pânico e sai do carrinho junto com outros estudantes, e pouco depois percebe que seu namorado e sua melhor amiga ainda estão no carrinho. Ela não consegue tirar eles da montanha-russa a tempo e acaba testemunhando a morte de Jason e Carrie após o descarrilho da montanha-russa.
Após o incidente, ela está determinada a deixar McKinley devido às más lembranças. Quando ela começa a perceber que as fotos que tirou na noite do passeio na montanha-russa contêm pistas sinistras sobre como os outros sobreviventes acabaram tendo seu fim e também fica sabendo dos detalhes do desastre do voo 180 por Kevin, ela se junta a ele para salvar os outros sobreviventes; Em seguida, ela se junta a ele para salvar os outros sobreviventes; ela acaba conseguindo salvar somente Ian McKinley, sua irmã Julie e Kevin de suas segundas mortes pretendidas. Pouco tempo depois, Ian confronta Wendy, Kevin e Julie; ele culpa Wendy pela morte de sua namorada Erin Ulmer e está determinado a garantir que ela não sobreviverá. Os fogos de artifício atrás de Wendy quase a atingem, mas ela os evita e, assim, escapa de sua segunda morte. No entanto, eles atingem uma colheitadeira de cerejas próxima, que desaba e mata Ian. Wendy, Kevin e Julie acreditam que conseguiram escapar da Morte, mas, cinco meses depois, Wendy vê sinais relacionados aos eventos dos desastres da montanha-russa e do voo 180 e percebe que algo está errado. Depois de se reunir inesperadamente com Julie e Kevin, ela recebe outra premonição que prevê a morte deles em um acidente de metrô. Suas tentativas de parar o metrô são em vão, pois o filme corta para preto, com os sons do descarrilamento do trem sendo ouvidos no momento em que ela corre para a porta de saída, deixando seu destino ambíguo.

#### Destino da personagem
Segundo a Winstead, a personagem não morreu: “Eu não morri. Ou melhor, isso está aberto a debate.”
Em 2021, uma editora da Screen Rant, Mara Bachman, escreveu sobre a possibilidade de Wendy ter sobrevivido. Em sua análise, Bachman chegou a conclusão de que Wendy não sobreviveu, porque se ela tivesse sobrevivido, provavelmente retornaria para um novo filme, o que não é mais possível com Final Destination 5 completando a linha do tempo original dos filmes.

### Finais alternativos
A versão de DVD de Final Destination 3 possui três finais alternativos para Wendy.
No primeiro final alternativo, depois que Ian é completamente esmagado, Wendy, Kevin e Julie saem do tricentenário, mas não antes da câmera que Wendy jogou no chão tirar uma última foto deles, presumivelmente sugerindo sua próxima forma de morte. Em outro final, Wendy não recebe a segunda premonição e o filme termina com o metrô indo direto para ela, mostrando explicitamente sua morte. No último final alternativo, Wendy recebe sua visão antes de entrar na montanha-russa e consegue se salvar junto com Kevin, Jason e Carrie.

### The Final Destination
No quarto filme da franquia, The Final Destination, têm uma homenagem à possível morte de Wendy (atropelada por um trem) nos créditos de abertura do filme. Além disso, a cidade natal de Wendy, McKinley, é o local onde ocorreu o acidente da pista McKinley Speedway, previsto em uma premonição de Nick O'Bannon.

### Final Destination 5
No quinto filme da franquia, Final Destination 5, Wendy aparece em cenas reutilizadas. A montanha-russa Devil's Flight (da premonição de Wendy) também foi vista quando Olivia Castle estava saindo para fazer sua cirurgia ocular de lasik, quando ela acidentalmente esbarrou em uma foto dela e de uma amiga tirada no McKinley Park quando ela e sua amiga andaram na Devil's Flight, com a foto contendo o slogan "A montanha-russa mais assustadora do mundo" (em inglês: "The World's Scariest Roller Coaster").

### Literatura
Wendy aparece na romantização de Final Destination 3, de Christa Faust. A história segue o mesmo enredo do filme, mas no romance Wendy sobrevive. No romance, o relacionamento de Wendy com Kevin, ao contrário do filme, torna-se sexual quando eles estão no ginásio onde Lewis Romero morre.

## Desenvolvimento
Em um recurso do DVD, James Wong revelou que originalmente planejava que Wendy fosse uma "loira alegre" e que Alexis Bledel havia feito o teste para o papel.
Winstead, que foi escolhida para o elenco em março de 2005, já havia feito um teste para o segundo filme e ganhou o papel porque trouxe emoção e caráter que impressionaram Wong e Morgan. Quando lhe perguntaram se ela era fã da franquia Final Destination antes de ser escolhida para o terceiro filme, Winstead mencionou sua audição para o segundo filme, dizendo: "Sem dúvida. Eu era fã dos dois filmes. Fiz o teste para o segundo, mas não consegui. Fiquei feliz por ter uma chance aqui". Wong descreveu Wendy como sendo "profundamente afetada pelo acidente, mas ela é forte e luta para manter o controle".

## Recepção
“Substituindo Devon Sawa e A.J. Cook antes dela, Mary Elizabeth Winstead (Sky High, de 2005) é Wendy, a heroína sitiada que experimenta a premonição. Mais do que Cook, Winstead é totalmente convincente e até mesmo comovente em seu retrato de uma jovem que luta para lidar com os eventos traumáticos que lhe são apresentados.”

—Dustin Putman cumprimentando a performance de Winstead.
Tanto a personagem quanto a atuação de Winstead foram bem recebidas pela crítica. James Berardinelli diz que ela “faz um trabalho tão competente quanto se poderia esperar nessas circunstâncias terríveis”. Felix Gonzalez, Jr. fala positivamente sobre as atuações de Winstead e Merriman, dizendo que “o filme não é totalmente inassistível. Mary Elizabeth Winstead e Ryan Merriman são agradáveis em seus papéis principais”.
A Common Sense Media reagiu positivamente ao personagem, dizendo que, apesar de o filme não pedir que os espectadores invistam emocionalmente nos personagens, “você investe, mesmo que apenas por causa da fórmula, em que Wendy se esforça muito para salvar seus colegas de classe”. The Daily Telegraph listou Wendy como uma das 20 melhores final girls em filmes de terror e elogiou a performance de Winstead por fazer da Wendy uma personagem convincente.
Louis B. Hobson, no entanto, critica as atuações dela e de Merriman, dizendo que “Merriman e Winstead têm basicamente duas emoções. Ou estão sofrendo ou estão aterrorizadas”. O Waffle Movies acrescenta que “a performance é demais”, comparando-a a “uma pessoa que aparece em uma festa à fantasia de Halloween usando um vestido de noite formal”.
Chris Carle, da IGN, criticou os personagens principais por não serem suficientemente desenvolvidos, especialmente Wendy, que, segundo ele, tinha apenas duas características: “Ela é uma maníaca por controle e chora muito”.